# قوس أنطونيوس بيوس
قوس أنطونيوس بيوس  هو معلم أثري تونسي مصنف من قبل المعهد الوطني للتراث يقع في ولاية القصرين  في الوسط الغربي التونسي، تحديدا في مدينة سبيطلة تم تصنيف المعلم في يوم 19 مارس 1894.

## مقالات ذات صلة
- قائمة المعالم الأثرية المصنفة في تونس